# Beit
Un beit, bait o bayt (de l'àrab: بيت, bayt, literalment ‘una casa’) és una unitat mètrica de la poesia àrab, iraniana, urdú i sindhi. Correspon al vers, per bé que de vegades es qualifica impròpiament com a «apariat», atès que cada beit està dividit en dos hemistiquis igual de llargs, cadascun dels quals conté dos, tres o quatre peus, o des de 16 a 32 síl·labes.
William Alexander Clouston afirma que el nom prové de la mètrica àrab emprada pels beduïns o àrabs del desert, en què un peu és anomenat «un pal de tenda», l'altre «una estaca de tenda» i els dos hemistiquis del vers reben el nom de «plecs o fulles de la doble porta de la tenda», és a dir, de la «casa» o «edifici» que és el vers sencer.